# ولي أباد (بوئين)
ولي أباد (بالفارسية: ولی‌آباد) هي قرية تقع في إيران في قسم بوئین الريفي. يقدر عدد سكانها بـ 248 نسمة .